# Franz Andrysek
Franz Josef Andrysek (8 de fevereiro de 1906 - 9 de fevereiro de 1981, em Viena) foi um halterofilista austríaco.
Andrysek competiu nos Jogos Olímpicos de 1924, em Paris. Ficou em 18º lugar, na última posição, na categoria até 60 kg.
Quatro anos mais tarde, em Amsterdã, ele ganharia o ouro olímpico, com 287,5 kg no total combinado (77,5 kg no desenvolvimento [movimento-padrão depois abolido], 90 kg no arranque e 120 kg no arremesso).
Ele ainda ganhou um campeonato europeu (1929) e ficou em terceiro em 1934.
Em 2 de julho de 1925, Andrysek definiu um recorde mundial no arremesso — 110 kg, na categoria até 60 kg.